# Dimeria neglecta
Dimeria neglecta är en gräsart som beskrevs av Nikolai Nikolaievich Tzvelev. Dimeria neglecta ingår i släktet Dimeria och familjen gräs. Inga underarter finns listade i Catalogue of Life.